# Thorleif Tharaldsen
Thorleif Tharaldsen (15 dicembre 1893 – 6 aprile 1979) è stato un calciatore norvegese, di ruolo centrocampista.

## Carriera

### Club
Tharaldsen giocò con la maglia del Lyn Oslo.

### Nazionale
Conta una presenza per la Norvegia. Il 19 settembre 1915, infatti, fu in campo nella sconfitta per 8-1 contro la Danimarca.